# Georges Brassens, histoire d'une vie
Georges Brassens, histoire d'une vie est une biographie du chanteur Georges Brassens écrite par Marc Robine et Thierry Séchan en 1991, à l'occasion du dixième anniversaire de sa disparition, avec une préface du chanteur Renaud.

## Introduction
En exergue, les auteurs ont placé de façon malicieuse cette citation de Gustave Flaubert tirée de La tentation de Saint-Antoine : « Hypocrite qui s'enfonce dans la solitude pour se livrer mieux aux débordements de ses convoitises! Tu te prives de viandes, de vin, d'études, d'esclaves et d'honneurs; mais comme tu laisse ton imagination t'offrir des banquets, des parfums, des femmes nues et des foules applaudissantes! Ta chasteté n'est qu'une corruption plus subtile, et ce mépris du monde l'impuissance de ta haine contre lui.  »

## Présentation et synthèse
Cette biographie très complète reprend les grandes étapes du parcours du chanteur. Sa jeunesse assez préservée dans le centre-ville de Sète pendant l'entre-deux-guerres, le départ chez sa tante à Paris après « une ténébreuse affaire ». C'est dans ce quartier où il s'établira plus tard qu'il goûte au piano en autodidacte.
La guerre et l'immédiat après-guerre seront des périodes difficiles. La guerre pour lui, c'est le STO à Basdorf près de Berlin, la « désertion » chez la chère Jeanne. L'impasse Florimont, c'est Jeanne et son mari le père Planche, des années de grande pauvreté dont Brassens s'accommode fort bien et d'engagement dans le mouvement anarchiste. La suite est beaucoup plus connue et rejoint la lente course vers le succès qui ne se démentira plus jusqu'à la fin.
L'intérêt de cette biographie tient d'abord à sa présentation : après une biographie fort complète, les auteurs proposent une analyse thématique de son œuvre, intéressante et fouillée.